# Tobias Borg
Tobias Carl Peter Borg (* 2. November 1993 in Södertälje) ist ein schwedischer Basketballspieler.

## Werdegang
In der Saison 2010/11 wurde Borg bei den Södertälje Kings erstmals in der höchsten schwedischen Liga (Basketligan) eingesetzt. Seine Einsatzzeit stieg in den folgenden Jahren deutlich, in der Saison 2013/14 stand er pro Spiel im Mittel 29 Minuten auf dem Feld und erzielte 10,4 Punkte je Begegnung. 2013 und 2014 wurde er mit Södertälje schwedischer Meister. Seine Leistungen in seinem Heimatland brachten ihm 2014 einen Vertrag beim spanischen Erstligisten CB Bilbao Berri ein. In der Liga ACB war seine Einsatzzeit deutlich geringer als zuvor in Schweden, in seiner besten Saison in Bilbao erzielte Borg 2016/17 3,6 Punkte je Begegnung.
Im Spieljahr 2017/18 stand er zunächst wieder bei seinem Heimatverein in Södertälje unter Vertrag, Ende Januar 2018 kehrte er nach Spanien zurück, als ihn CB 1939 Canarias (Iberostar Tenerife) verpflichtete. Er wurde mit einem Vertrag bis zum Ende der Saison 2017/18 ausgestattet. Ab der Saison 2018/19 spielte der Schwede für Real Betis. Zum Aufstieg der Mannschaft in die höchste spanische Liga im Jahr 2019 trug Borg in 35 Zweitliga-Einsätzen des Spieljahres 2018/19 im Schnitt 8,8 Punkte bei. Anschließend trat er mit Real Betis bis 2021 in der Liga ACB an. Ende August 2021 erhielt er vom litauischen Verein Prienų Prienai einen zunächst auf zwei Monate begrenzten Vertrag. Es kam noch vor dem Beginn der Saison zur Trennung, Borg ging zu CB 1939 Canarias zurück.
Zur Saison 2022/23 wechselte der Schwede zum in der spanischen Liga ACB antretenden Basquet Club Andorra. Er stieg mit Andorra 2023 in die erste Liga auf. 2024 wurde Borg vom spanischen Zweitligisten Palencia Baloncesto verpflichtet.

### Nationalmannschaft
Borg bestritt Länderspiele in den Altersbereichen U15, U16, U18 sowie U20 und wurde dann Herren-Nationalspieler. Sein erstes A-Länderspiel war im August 2013 gegen Litauen.